# سيمين (سيمينة رود)
سیمین (بالفارسية: سیمین زاغه) هي قرية تقع في إيران في قسم سیمینة رود الريفي. يقدر عدد سكانها بـ 1,428 نسمة .